# Dragostea Din Tei
Dragostea din tei [draɡoste̯a din ˈtej] je nejúspěšnější píseň moldavské skupiny O-Zone. Tato píseň si získala popularitu v roce 2004, kdy se dostala na 1. místo Eurochart Hot 100, kde vydržela 12 týdnů.

## Píseň
Píseň je psána v rumunštině a znamená něco jako láska z lípy nebo lipová láska. Anglická remixová verze má název Love of the Linden Tree. Myšlenka lipových stromů je odkazem na slavného rumunského básníka Mihaie Eminescua, který použil tento motiv ve svých básních.

## Remake
V roce 2018 vydal Dan Bălan, jeden ze zakladatelů skupiny O-Zone, remake této písně. Nese název Numa Numa 2 a nazpíval ji společně s Marleyem Watersem. Z původní písně se v této verzi zachoval pouze refrén, který je pořád v rumunštině, avšak zbytek písně je nazpíván španělsky a anglicky. Společně s touto písní vyšel i videoklip, který byl přímo pro remake natočen v Ugandě.
V roce 2024 vyšla cover verze „I Don't Wanna Wait“ od Davida Guetty a skupiny OneRepublic.